# Asimina pulchella
Asimina pulchella är en kirimojaväxtart som först beskrevs av John Kunkel Small, och fick sitt nu gällande namn av Alfred Rehder och William Adams Dayton. Asimina pulchella ingår i släktet Asimina och familjen kirimojaväxter. Inga underarter finns listade i Catalogue of Life.